# Ente Radio Rurale
L'Ente Radio Rurale (abbreviato in ERR) è stato un ente pubblico italiano.

## Storia
Fu costituito con la legge n. 791 del 15 giugno 1933. La sede era a Roma e lo scopo ufficiale era "la diffusione della radiofonia nelle campagne per la elevazione morale e culturale delle popolazioni agricole", mentre a tutti gli effetti si trattava soprattutto di un elemento chiave nel processo dell'ulteriore fascistizzazione della società italiana.
Il primo presidente dell'Ente fu l'ingegnere Enrico Marchesi, presidente dell'E.I.A.R, che già a partire dal 1931 si prodigò per favorire la diffusione della radiofonia nelle zone rurali dell'Italia. Se, infatti, la diffusione della radio in ambito urbano veniva allora ritenuta sufficientemente sviluppata, la situazione era notevolmente diversa per le zone agricole del paese dove alle condizioni economicamente svantaggiate della popolazione, si aggiungevano maggiori problemi di ricezione delle trasmissioni dovuti alla lontananza dai trasmettitori.
L'Ente aveva l'esclusività per la vendita e l'impianto di apparecchi radioriceventi nelle scuole e in altri luoghi pubblici dei Comuni e nelle frazioni rurali. Al fine di massimizzare la platea di ascolto degli apparecchi radio, si scelse la strada di favorire l'acquisto di apparecchi a prezzo imposto da installare in luoghi pubblici. Tra i soggetti migliori per questo progetto furono individuati le scuole, presenti praticamente ovunque e dotate di idonei spazi per contenere i radioascoltatori.